# Poupée de sang
Pour plus de détails, voir Fiche technique et Distribution.
Poupée de sang, également connu sous le titre Escalofrio, nuit infernale (titre original : Escalofrio) est un film d'épouvante fantastique hispano-mexicain réalisé par Juan Piquer Simón et Carlos Puerto, sorti en 1978.

## Synopsis
Andrés et Ana, un couple de citadins vivant à Madrid, quittent leur appartement pour passer une journée de plaisir en ville avec leur chien. Ils finissent par accepter l'invitation de deux inconnus, Bruno et Berta, à aller manger dans leur maison de campagne. Un orage les surprend et ils doivent passer la nuit ensemble. Les deux couples entament une séance de Ouija. Des situations conflictuelles du passé surgissent, comme la liaison d'Ana avec le frère d'Andrés et la tentative de suicide de Bruno, critiquée par Berta. Ce sera le début des horreurs qui suivront dans la maison hantée.

## Fiche technique
- Titre français : Poupée de sang ou Escalofrio, nuit infernale ou La Nuit de l'enfer[1]
- Titre original espagnol : Escalofrío[2]
- Réalisation : Juan Piquer Simón, Carlos Puerto
- Scénario : Carlos Puerto
- Photographie : Andrés Berenguer
- Montage : Pedro del Rey (es)
- Musique : Librado Pastor
- Effets spéciaux : Carmen Martín, Carmen Sánchez
- Décors : Gonzalo Gonzalo
- Production : Juan Piquer Simón
- Sociétés de production : Almena Films, Cinevision
- Format : couleurs par Eastmancolor - 1,66:1 - Son mono - 35 mm
- Pays de production :  Espagne -  Mexique
- Langue de tournage : espagnol
- Genre : film d'épouvante fantastique
- Durée : 82 minutes
- Dates de sortie : 
  - Espagne : 14 août 1978

## Distribution
- Ángel Aranda : Bruno
- Mariana Karr : Ana
- Sandra Alberti : Berta
- José María Guillén : Andrés
- Manuel Pereiro
- Luis Barboo : Gardien de la porte
- José Pagán
- Isidro Luengo
- Ascensión Moreno
- Carlos Castellano
- Fernando Jiménez del Oso : Lui-même

## Production
Escalofrío est le premier film réalisé par Carlos Puerto, assisté par l'habitué du cinéma fantastique Juan Piquer Simón, également responsable de la production délégué et de la direction artistique du film. Puerto a également collaboré avec un autre habitué du cinéma fantastique, Paul Naschy, qui a joué dans un autre de ses films : El francotirador. Puerto a réalisé cinq films au total et a écrit les scénarios de plusieurs autres. Le 23 janvier 2010, Puerto assistera à une projection spéciale du film au Centre Garcilaso de Barcelone.